# Schlierbach, Baden-Württemberg
Schlierbach är en kommun och ort i Landkreis Göppingen i regionen Stuttgart i Regierungsbezirk Stuttgart i förbundslandet Baden-Württemberg i Tyskland.
Kommunen ingår i kommunalförbundet Ebersbach an der Fils tillsammans med kommunen Ebersbach an der Fils.